# Benno Schwabe
Gustav Franz Benno Schwabe (* 21. Juli 1841 in Rostock; † 21. Oktober 1907 in Arlesheim) war ein deutsch-schweizerischer Verleger.

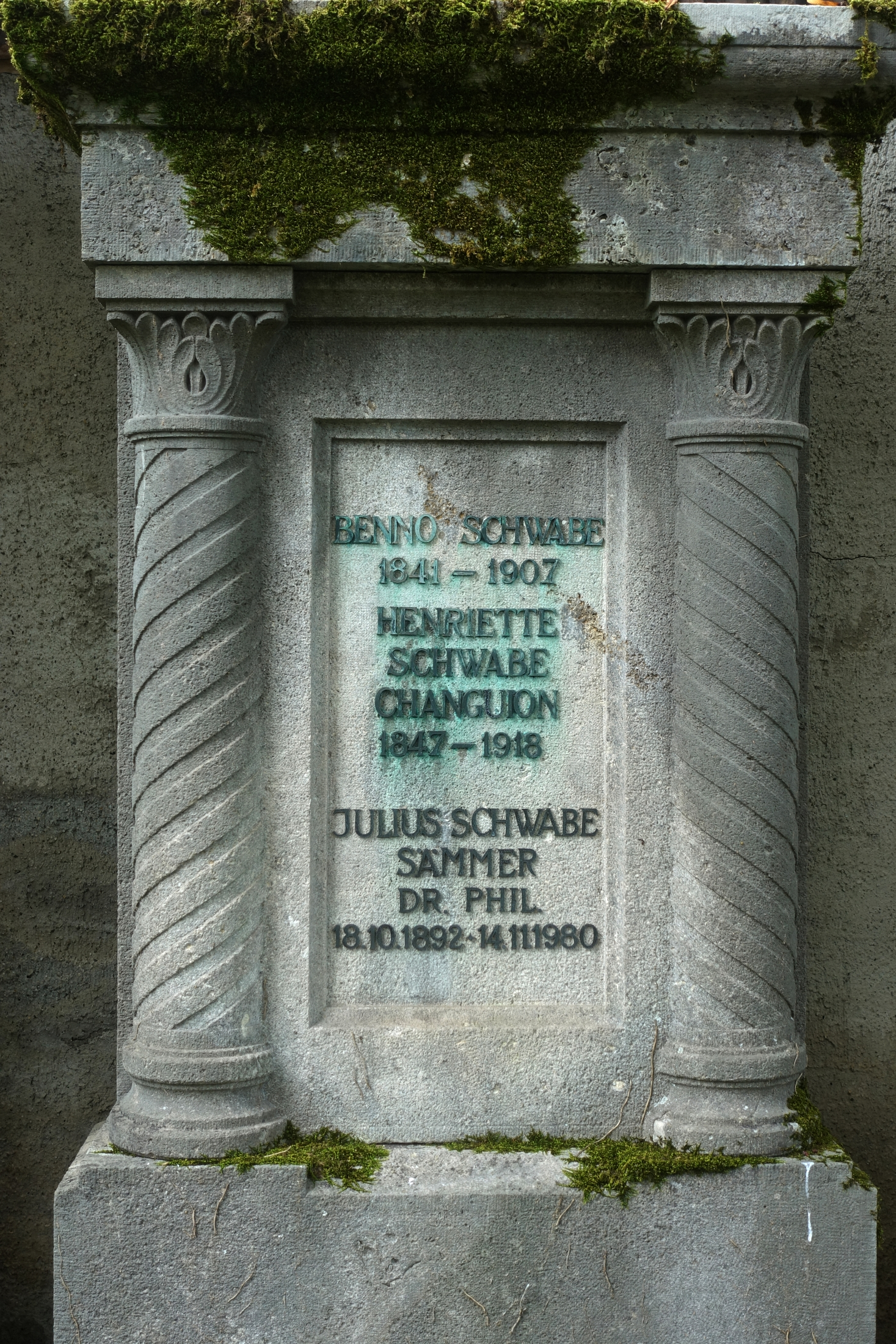
Grab auf dem Friedhof Wolfgottesacker, Basel.

## Leben
Benno Schwabe, Sohn des Porzellanmalers Carl (Friedrich Wilhelm) Schwabe und dessen Frau Gustave (Wilhelmine Johanne), geb. Hesse Hugo Schwabe (1847–1899) und Alwin Schwabe waren seine jüngeren Brüder. 
Schwabe machte eine kaufmännische Lehre in Frankfurt am Main. Danach arbeitete er als Buchhändler in Tübingen und in Aarau. 1868 übernahm er die Schweighauser’sche Verlagsbuchhandlung und Druckerei in Basel, der er eine vorwiegend literarisch-wissenschaftliche Ausrichtung gab (heute Schwabe Verlag).
Schwabe wurde 1891 in Basel eingebürgert. 1869 heiratete er Henriette Wilhelmine Changuion (1847–1918). Zusammen hatten sie zwei Söhne. Max (1874–1943) war Jurist und wurde 1931 zum Obergerichtspräsidenten des Kantons Basel-Landschaft gewählt. Sein jüngerer Bruder war der Symbolforscher und Übersetzer Julius Schwabe.
Benno Schwabe fand seine letzte Ruhestätte im Familiengrab auf dem Wolfgottesacker in Basel.